# HD 70060
HD 70060 är en ensam stjärna belägen i den mellersta delen av stjärnbilden Akterskeppet, som också har Bayer-beteckningen q Puppis. Den har en skenbar magnitud av ca 4,45 och är svagt synlig för blotta ögat där ljusföroreningar ej förekommer. Baserat på parallaxmätning inom Hipparcosuppdraget på ca 34,9 mas, beräknas den befinna sig på ett avstånd på ca 93 ljusår (ca 27 parsek) från solen. Den rör sig bort från solen med en heliocentrisk radialhastighet på ca 6 km/s.

## Egenskaper
HD 70060 är en vit till blå stjärna i huvudserien av spektralklass A8 V. Den har en massa som är ca 1,6 solmassor, en radie som är ca 1,8 solradier och har ca 11 gånger solens utstrålning av energi från dess fotosfär vid en genomsnittlig effektiv temperatur av ca 8 000 K.